# Alt-Hagenberg
Der Burgstall Alt-Hagenberg ist eine abgegangene Spornburg in der Gemeinde Hagenberg im Bezirk Freistadt von Oberösterreich. Er ist westlich des Schlosses Hagenberg zu lokalisieren, wobei er durch das tief eingeschnittene Tal der Visnitz von dem Schloss getrennt ist. Diese ehemalige Burg lag auf einem nach Südosten vorspringenden 380 m ü. A. hohen Hangsporn, der früher „Schlossberg“ genannt wurde.

## Geschichte
Aufgrund von gebrannten Lehmbrocken und wenigen Keramikscherben kann davon ausgegangen werden, dass die Burganlage bereits im 12. Jahrhundert errichtet wurde. Nach den Aufzeichnungen des Klosters Garsten wird ein „Herando de Hagenperc“ 1168 bei dem Erwerb eines „Neugereuts“ genannt. 1186 wird ein „Suvichardus de Haginperc“ erwähnt. Vermutlich handelt es sich bei dem Geschlecht der Hagenpercer um Dienstmänner der steirischen Otakare. Wann und wie die ursprüngliche Anlage abgekommen oder zerstört wurde, ist nicht bekannt.

## Alt-Hagenberg heute
Der ehemalige Burgplatz bildet auf der Nordostseite eine scharfe und zur Visnitz abfallende Kante. Er liegt auf einem etwa 200 m langen Hangsporn, der zuerst eben und dann allmählich zu einer kleinen Felsgruppe ansteigt und danach 60 m gegen einen Quergraben abfällt. Das bebaute Areal ist etwa 25 m eben und fällt in Südostrichtung nach einer Felsgruppe ebenfalls ca. 25 m bis zu einem Steilhang ab.
Die Grabungsergebnisse erbrachten einen rechteckigen Grundriss der Anlage mit einem ca. 6 m × 15 m bebauten Areal. Die Mauerstärke betrug 90 cm. Eine Planskizze zeigt innerhalb der Anlage drei Gebäudeteile, die vermutlich von einem hölzernen Wehrgang umschlossen waren. In dem größeren Raum konnte eine Küche oder Schmiede (Funde von Eisenschmelzbrocken, Hufnägeln und Vierkant-Langnägeln weisen darauf hin) nachgewiesen werden, deren Schlot an der Außenwand angebracht war. Der Herd scheint auf einem Felsen errichtet worden zu sein und – wie aus der Holzkohleschicht erschlossen werden kann – etwa 2 m × 1,7 m groß gewesen zu sein. Ein Plumpsklo war an der Seite zur Visnitzschlucht vorhanden. Reste von nicht genau zuordenbaren Fachwerkmauern (Zwischenmauer?) wurden ebenfalls gefunden. Eine den ganzen Raum bedeckende Holzkohleschicht dürfte von einem abgebrannten Holzboden stammen. Über diesem Raum dürfte sich ein erster Stock mit einem Wohnraum befunden haben, zu dem eine Stiege innerhalb des Hauses führte. Von der Art der Wasseraufbewahrung zeugen einige Scherben eines großen Topfes, eine Zisterne wurde nicht gefunden. Außerhalb dieses großen Raumes war ein ca. 4 m × 4,4 m großes Gebäude vorhanden, das eventuell als Stall gedient hat (Fund eines Hufnagels). Hinter dem größeren Gebäudeteil lag zudem eine weitere Hütte.
Vor der Burg lag ein 10 m breiter und früher 3,5 m tiefer Spitzgraben, über den eine Brücke führte. Von dieser waren bis vor kurzem noch die Steine, welche das Brückenauflager gebildet haben, vorhanden.
Im Winter 2008/09 wurde der bis dahin gut erhaltene Burgstall von dem Grundbesitzer Josef Gradl weitgehend zerstört. Die Reste von Alt-Hagenberg wurden zwar 2010 unter Denkmalschutz
gestellt, das Erscheinungsbild des Burgstalles hat sich aufgrund dieser Eingriffe aber massiv verändert. Diese Zerstörung wird als Folge forstwirtschaftlichen Gewinnmaximierungsdenkens interpretiert, durch das der die Anlage abgrenzende Graben durch Aushubmaterial zugeschüttet wurde, um noch einige Bäume pflanzen zu können.